# Podargus
Podargus – rodzaj ptaków z rodziny paszczaków (Podargidae).

## Zasięg występowania
Rodzaj obejmuje gatunki występujące na kontynencie australijskim, na Nowej Gwinei i sąsiednich wyspach.

## Morfologia
Długość ciała 34–60 cm; masa ciała 132–680 g.

## Systematyka

### Etymologia
- Podargus: francuska nazwa „Podarge” nadana paszczakom przez Cuviera w 1817 roku, z adnotacją o ich krótkich nogach, od gr. ποδαγρος podagros „człowiek z podagrą”, od ποδαγραω podagraō „mieć podagrę”, od ποδαγρα podagra „podagra”[8].
- Celuro: gr. κηλας kēlas, κηλαδος kēlados „cętkowany”; ουρα oura „ogon”[9]. Gatunek typowy: Caprimulgus strigoides Latham, 1801.
- Cyphorhina: gr. κυφος kuphos „zgięty, zakrzywiony”, od κυπτω kuptō „pochylać się”; ῥις rhis, ῥινος rhinos „nos”[10]. Gatunek typowy: Podargus papuensis Quoy & Gaimard, 1830
- Micropodargus: gr. μικρος mikros „mały”; rodzaj Podargus Vieillot, 1818 (paszczak)[11]. Gatunek typowy: Podargus marmoratus Gould, 1855[a].
- Megapodargus: gr. μεγας megas, μεγαλη megalē „wielki”; rodzaj Podargus Vieillot, 1818 (paszczak)[12]. Gatunek typowy: Podargus papuensis Quoy & Gaimard, 1830.

### Podział systematyczny
Do rodzaju należą następujące gatunki:
- Podargus ocellatus Quoy & Gaimard, 1830 – paszczak marmurkowy
- Podargus papuensis Quoy & Gaimard, 1830 – paszczak papuaski
- Podargus strigoides (Latham, 1801) – paszczak australijski